# 水持
水持（Jalandhara，梵语：जलन्धर），也被称为Chalantarana（梵语：न्तरण），是一个邪恶的半神。因湿婆睁开第三眼以毁灭傲慢的因陀罗而诞生。但因陀罗被饶恕了，眼睛释放的能量被沉入海洋。能量演化成一个男孩，先后由伐楼拿和阿修罗导师苏羯罗抚养长大。之后他征服了天堂Swarga、地表Bhuloka、地界Patala三界，与虔诚的毗羚陀结婚。最后，湿婆因他的恶行而杀了他。

## 诞生
在湿婆往世书中，当因陀罗和祭主仙人 前往吉罗娑觐见湿婆时，他们被一位头发纠结、容光焕发的瑜伽士挡住了去路。瑜伽士正是湿婆本人，他以这个方式来试探因陀罗和祭主仙人的认知。因陀罗没有认出瑜伽士，并因为此人没有给自己让路而生气。因陀罗要求他让开，但那人并没有移动。在没有得到任何回应后，因陀羅变得很愤怒，并使用雷电威胁他。但刚释放完雷电，因陀罗的手臂就瘫痪了，雷电也被湿婆消除了。因陀罗的这一举动令湿婆震怒，湿婆的眼睛变成红色，因陀罗受到震慑。愤怒使第三眼睁开，怒火涌出几乎快要将因陀罗杀死。祭主仙人认出湿婆并向他祈祷，请求他宽恕因陀罗。为了饶恕因陀罗，湿婆将眼中怒火投入海洋，在与海洋接触时，它变成了一个男孩的形状。这个男孩哭得很厉害，梵天因此从其住所降下，海神伐楼拿告诉梵天不知是哪里来的男孩。梵天说：这个男孩将成为阿修罗王，只有湿婆能杀死他，死后他会回到湿婆第三只眼。 

## 三界之主
水持的童年充满了奇遇。他被风托起，飞过海洋，他捉住狮子作为宠物，最大的飞鸟和鱼类向他臣服。 水持长大后成为一个英俊的男人，并被阿修罗导师苏羯罗任命为阿修罗王。水持极其强大，被认为是有史以来最强大的阿修罗之一。他迎娶阿修罗伽罗尼弥的女儿毗羚陀为妻。水持以正义和贵族统治阿修罗。有一天，婆利古仙人来见水持，他讲述了金床和毗娄遮那的故事。他还告诉他毗湿奴是如何割断罗睺的头，以及关于搅乳海的事。水持对搅乳海感到怨恨，认为天神骗取了他父亲海神伐楼拿的宝藏。他派遣了他的使者之一Ghasmar，向因陀罗要求归还父亲的宝藏，但被因陀罗拒绝。天神与阿修罗之间爆发了激烈的战争，双方都有大量伤亡。太白仙人苏羯罗使用他的“商吉婆尼咒”复活了阿修罗战士。 祭主仙人使用庄吉里山的草药使战死的天神复活。苏羯罗命令水持淹没了这座山，祭主仙人无法再复活天神。天神士气低落，向毗湿奴求助，毗湿奴同意援助。但毗湿奴向吉祥天女承诺，不会杀死与吉祥天女同样生自海洋的弟弟水持。激烈的战斗爆发了，其间毗湿奴将要击败水持，准备用他的欢喜神剑将水持斩首，被吉祥天女介入并阻止。毗湿奴对水持的英勇战斗印象深刻，告诉水持吉祥天女与他的关系，并要给予水持恩赐，水持要求在乳海居住，毗湿奴同意了。在失去援助的天神被阿修罗斯击败，水持成为三界之主。

## 与湿婆冲突
天神们对他们的战败感到不满。尽管水持诞生自湿婆，但他们不希望被水持统治。那罗陀仙人与天神商议后去见了水持。在被水持问及来访的目的时，他描述了湿婆居所吉罗娑的美丽，想知道是否还有其他地方能与它的美丽相媲美。作为回应，水持向那罗陀仙人展示了自己的财富。那罗陀说他没有让最美丽的女人作为他的妻子,然后继续描述湿婆的住所，并向他描述了雪山神女的美丽。
水持派使者罗睺指责湿婆虚伪，自称苦行僧却让雪山神女为妻子，建议将雪山神女交给水持。听到这些侮辱，湿婆非常愤怒，以致额头生出了一个可怕的怪物（天福之面），差点杀了罗睺。战争一触即发，水持首先进攻吉罗娑，但湿婆已将阵地转移至玛那萨湖附近的山上，水持便让部队将山包围了。南迪向水持进攻，但损失惨重。雪山神女敦促湿婆参战，湿婆告诫雪山神女，在他不在的时候要保持警惕，因为阿修罗可能会伪装起来接近她。之后，湿婆和他两种忿化身（毗罗跋陀罗和曼尼跋陀罗参战。在迦絺吉夜被水持击败后，伽内什也试图挑战，但遭到惨败，在战场上失去意识。在湿婆和他的化身控制了战场后，水持制造了一个美丽的飛天女神在唱歌跳舞的幻象。军队的注意力被吸引了，但湿婆没有被影响。同时，水持伪装成湿婆并前去欺骗雪山神女。雪山神女认出了他，感到非常气愤。《往世书》指出，愤怒的雪山神女，眼睛变成了血红色，面容变得漆黑，表明她化身成为迦梨。迦梨试图攻击水持，但水持逃走了，因为水持知道自己不是迦梨女神的对手。雪山神女随后去找毗湿奴，要求毗湿奴去欺骗毗羚陀，就像水持试图欺骗她一样。

## 毗羚陀的诅咒
水持的妻子毗羚陀非常虔诚。毗湿奴制造了一个幻觉，使毗羚陀认为水持已经被湿婆杀死，但又被他复活了。然后，毗羚陀拥抱了由毗湿奴伪装的水持。后来，毗羚陀识破了毗湿奴的伪装并诅咒毗湿奴：将有人会如此骗走他的妻子，他妻子的纯洁将受到质疑。毗羚陀补充道，他与水持一样承受与妻子分离的痛苦，并诅咒他有一天将会变成石头，说完之后便投火自焚。当悉多被罗波那夺走后，诅咒就应验了，为此悉多要用火来对纯洁进行检验。

## 死亡
听闻妻子被欺骗后身亡，狂怒的水持离开吉罗娑，返回战场。此时幻象已消失，湿婆的军队恢复精神。湿婆与森巴和尼森巴交战，但他们逃走了，后来被雪山神女杀死。水持随后与湿婆交战，湿婆将三叉戟刺入水持的胸膛，并用脚趾上创造的神輪将其斩首，杀死了水持。水持死后灵魂融入湿婆，就像毗羚陀的灵魂融入毗湿奴一样。 